# Moniquirá
Moniquirá è un comune della Colombia facente parte del dipartimento di Boyacá.
Il centro abitato venne fondato da Gonzalo Jiménez de Quesada nel 1536, mentre l'istituzione del comune è del 26 marzo 1825.